# Amol Central
Amol Central és un districte del comtat d'Amol a la província de Mazanderan. El territori va entre la plana al nord, a uns 15km de la mar Càspia i les muntanyes del Laridjan, a la part sud. La capital és la ciutat d'Amol. Administrativament es divideix en una ciutat i quatre agrupaments rurals (Bala Khiaban Litkooh, Paeen Khiaban Litkooh, Chelav i Haraz-Pey-e Jonoobi, cadascun format per diversos poblets, algun amb rang de ciutat.